# Dunjo
Dunjo is een Spaans historisch merk van hulpmotoren.
In 1952 bouwde A. Dunjo in Barcelona een tweetakt dieselmotor met een variabele compressie. De motor mat 32 cc en dreef door een rol een rijwiel aan. Waarschijnlijk is het nooit tot serieproductie gekomen.